# 全日本小学生相撲優勝大会
全日本小学生相撲優勝大会（ぜんにほんしょうがっこうすもうゆうしょうたいかい）は、相撲の小学生対抗の大会である。公益財団法人日本相撲連盟などの主催により両国国技館で開催される。全日本選手権との併催。1988年に初開催。2020年は中止。

## 大会の競技方法
各学年（4年生、5年生、6年生）別にトーナメント方式で試合を行い、優勝を争う。

## 小学生横綱
個人戦の各学年の優勝者には、日本相撲連盟から小学生横綱の称号が贈られる。